# 季竜周興
季竜周興（きりゅうしゅうこう・季龍周興、？－天正7年8月18日（1579年9月8日））は戦国時代の臨済宗の僧侶。
春貞周乾の門人とされ、古河公方足利晴氏に仕える。天文年間後半、北条氏康と結んで晴氏の妻である芳春院（北条氏綱の娘）を補佐し、彼女が生んだ足利義氏を擁立するために暗躍し、芳春院の没後は義氏を殿中内外で補佐して、義氏が発給する文書に添える副状を多数発給した。晴氏の菩提寺である永仙院や芳春院の菩提寺である芳春院の開山となり、古河郊外の久喜の甘棠院の住職に任じられた。後北条氏と古河公方の仲介だけでなく、鎌倉の寺院や職人層にも影響力を持った。天正6年（1578年）頃に瑞泉寺の住職となるが間もなく病死した。